# Москаленко, Анатолий Захарович
Анатолий Захарович Москаленко (12 июля 1934, г. Красногоровка (в настоящее время Марьинского района Донецкой области Украина) — 13 ноября 1999, Киев) — украинский писатель, заслуженный журналист Украины, профессор, академик, первый директор Института журналистики КНУ имени Тараса Шевченко.

## Биография
Родился в рабочей семье. Окончил факультет журналистики Киевского университета.
Работал журналистом в газетах «Социалистический Донбасс», «Советская Украина», затем — в Академии наук Украины.
С 1984 года — декан факультета журналистики, позже — директор Института журналистики Киевского национального университета им. Тараса Шевченко.
Действительный член Международной академии информатизации, академик Академии наук высшей школы Украины и её первый вице-президент.
В последние годы жизни был советником Президента Украины.
После продолжительной болезни ушёл из жизни 13 ноября 1999 года. Похоронен на Байковом кладбище в Киеве.

## Творчество
Один из основателей современной украинской журналистики.
Автор более 300 работ, монографий, многих учебников и методических пособий, по которым сегодня учатся будущие журналисты, в частности, «Основи журналістики», «Сучасна журналістика», «Теорія журналістики», а также многочисленных литературных и публицистических произведений — рассказов, повестей, романов.

## Избранная библиография
- «І Дніпро, і кручі»,
- «Під небом вічності»,
- «Краплина й море»,
- «Дніпро у вогні»,
- «Твого серця вогонь»,
- «З відкритою душею» и др.

## Награды и звания
- Орден «За заслуги» III степени[1],
- Орден князя Ярослава Мудрого [уточнить],
- Орден святого равноапостольного князя Владимира (УПЦ МП)
- Заслуженный журналист Украины.

## Память
- В 2004 в Киеве в память о А. З. Москаленко установлена мемориальная таблица.